# Моленарсграф
Моленарсграф (нід. Molenaarsgraaf) — село в нідерландській провінції Південна Голландія. Входить до муніципалітету Моленланден.
До 1986 року мало статус окремого муніципалітету.